# Simone Lahbib
Simone Nicole Jean Lahbib Ould Cheikh, née le 6 février 1965 à Stirling en Écosse, est une actrice de télévision. Elle a entre autres joué dans la série télévisée La Fureur dans le sang (Wire in the Blood) et dans Bad Girls (Les Condamnées).

## Biographie
Née le 6 février 1965 à Stirling, en Écosse, d'un père franco-algérien, Joseph Lahbib, chef cuisinier à la retraite, qui a travaillé au Gleneagles Hotel, où il rencontra sa future femme écossaise, Jean, une artiste et poète, la mère de Simone, elle est l'ainée d'une fratrie de cinq : Stephen, (leader et chanteur du groupe écossais Mama Mayhem), Mark, (enseignant à l'ABCIS, à Hô Chi Minh-Ville au Viêt Nam), Nicole, (directrice d'une troupe de théâtre aux côtés de son époux Gordon Brown (Sair Fit, Stirling)) et Sophie.
Son grand-père paternel est le fils d'un cheikh. Quand il signa pour s’enrôler dans la Légion étrangère, son nom Habib Maddani fut mal orthographié et devint Lahbib. Il ne fit pas de modification par la suite.
Sa grand-mère vit à Cannes, dans les Alpes-Maritimes. Simone y a passé un peu de temps quand elle était enfant.
Elle est mariée depuis le 10 mai 2003 à l'acteur anglo-italien Raffaello Degruttola, que l'on a entre autres pu apercevoir dans Quantum of Solace et Il faut sauver le soldat Ryan (Saving Private Ryan). Leur petite fille, Skye, est née en octobre 2005.

### Études
Elle a d'abord fait des études classiques, tout en se formant à la danse et ne s'est orientée vers le théâtre qu'à l'adolescence. Diplômée de la Catholic Saint Modan's High School de Stirling et du Queen Margaret College d'Édimbourg, elle a étudié le ballet pendant quatre ans au Manor School of Ballet d'Édimbourg, puis décroche des diplômes à la R.A.D (Royal Academy of Dance) et l'I.S.T.D. (Imperial Society of Teachers of Dancing). Elle a également étudié l'art dramatique à l'école d'art dramatique d'Édimbourg.
L'une de ses premières performances à cette école fut de jouer le rôle de Cathy dans Wuthering Heights. Elle déclarera par la suite dans une interview que « C'était juste génial de faire ça ».

### Danse
Elle a commencé la danse dès l'âge de 5 ans. Elle aime les claquettes, la danse des Highlands [Quoi ?] et la danse moderne mais le ballet a toujours été sa discipline principale.
Elle réalise les chorégraphies de six shows et participera à la représentation de quatre d'entre eux. À l'âge de 19 ans, elle est approchée par Dundee Rep, une compagnie de ballet bien connue, pour être dans l'un de leurs shows.

### Musique
Simone a fait partie d'un groupe musical Svelte Seduction. Elle a travaillé avec des musiciens paroliers comme Paul Haig, Bobby Hendri, Bobby Bluebel et David Scott.
« J'ai fait quelques enregistrements dans le passé, j'ai réalisé des maquettes avec mon groupe et on les envoyait aux maisons de disques. Mais même si c'était sympa et drôle de faire partie d'un groupe et tout le reste, je n'avais pas la fibre. Je n'avais pas cette chose importante. Quand j'ai commencé à être actrice, quelque chose c'est mis en place et j'ai su que c'était cela que je voulais faire. J'avais une attitude autrement plus sérieuse vis-à-vis de cela. ».

### Premiers rôles
Simone débute véritablement sa carrière au cinéma en 1986 en jouant dans The Girl In The Picture. Elle a alors 21 ans. Après une pause, on la retrouve en 1992 dans Taggart, puis Crime Story en 1994, avant de faire une nouvelle apparition dans Taggart en 1995.
En 1996, elle tourne un court-métrage, The Witch's Daughter, dans lequel elle incarne une femme livrée à elle-même avec sa fille après la disparition en mer de son mari, le tout sur fond de sorcellerie. Elle commence à véritablement de faire un nom avec un rôle régulier dans la série London Bridge (en), entre 1996 et 1997, où elle croisera d'ailleurs pour la première fois Mandana Jones, sa future partenaire dans Les Condamnées.
Elle se fait définitivement remarquer pour son rôle dans The Young Person's Guide To Becoming A Rockstar, où elle campe une DJette [Quoi ?].

### Consécration
En 1999, alors qu'elle a 33 ans, elle décroche le rôle qui va définitivement marquer sa carrière : celui d'Helen Stewart, Gouverneur de l'aile G de la prison pour femmes de Larkhall, dans la série Les Condamnées. Durant trois saisons, les téléspectateurs suivront les amours tumultueuses entre son personnage, bisexuel, et celui de Nikki Wade, prisonnière condamnée à vie pour le meurtre d'un policier, campée par Mandana Jones.
L'axe de leur histoire tourne autour de l'amour que porte Nikki à sa directrice, bien que cette dernière soit sur le point de se marier. Helen va être troublée par cette détenue, à la fois douce et carapacée, et va remettre en cause toute la ligne de vie qu'elle s'était tracée. Le dénouement de leur histoire intervient lors du dernier épisode de la saison 3.
L'alchimie qui se crée naturellement à la ville entre les deux comédiennes, donnant encore plus de crédibilité à leur couple sur écran, va leur conférer le statut d'icônes gays, étiquette qui leur colle à la peau encore aujourd'hui [réf. nécessaire].
En 2004, elle joue dans la série Monarch of the Glen (en) le rôle d'Isobel Anderson, le temps de la sixième saison. Elle assoit encore plus sa notoriété en Angleterre, mais est obligée d'abandonner son rôle à cause de sa grossesse.

### Confirmation
En recherche d'un emploi, elle auditionne pour la série télévisée La Fureur dans le sang (Wire in the Blood) (La Fureur dans le sang) en remplacement d'Hermione Norris, alors qu'elle est enceinte de six mois. Les producteurs sont tellement convaincus par sa prestation qu'ils décident d'attendre qu'elle accouche pour pouvoir reprendre le tournage de la série.
Elle y joue le rôle du détective Alex Fielding, qui doit résoudre des meurtres sordides aux côtés du psychologue Tony Hill, joué par Robson Green. Elle apparait dans les trois dernières saisons, la série ayant été annulée en 2008, malgré de très bonnes audiences et d'excellentes critiques, notamment sur la qualité des scénarios et du jeu des acteurs [réf. nécessaire].
Après l'annulation de La Fureur dans le sang (Wire in the Blood), Simone, âgée de 43 ans, a du mal à retrouver un rôle régulier. Après divers travaux, notamment un court-métrage, Zip 'n zoo en 2008 avec John Hannah (Quatre Mariages et un enterrement, La Momie), elle décide en juillet 2010 d'aller s'installer avec son mari et sa fille à Los Angeles, le nombre de séries produites étant nettement plus important qu'en Angleterre.
Ce départ est également motivé par la perte de sa nièce en mars 2010, Eilidh, décédée la veille de ses 16 ans d'un cancer. Simone, très affectée, s'est beaucoup impliquée dans le combat contre cette maladie à la suite de cette épreuve, aux côtés de sa sœur Nicole et de son beau-frère Gordon, les parents d'Eilidh.

## Filmographie
- The Girl In The Picture (film, 1986) : The Girl
- Crime Story (série, 1994) : Monika Stedul
- Taggart (série, 1992 & 1995) : Caroline Peterson en 1992 et Sarah Stevenson en 1995
- The Witch's Daughter (court-métrage, 1996) : Zelda
- Dangerfield (série, 1996) : Joanne Elland
- London Bridge (en) (série, 1996-1997) : Mary O'Connor
- Thief Takers (Les Piégeurs) (série, 1997-1998) : Lucy McCarthy
- The Young Person's Guide To Becoming A Rockstar (série, 1998) : Fiona Johnstone
- Long Haul (court-métrage, 2000) :
- Bad Girls (Les Condamnées) (série, 1999-2001) : Helen Stewart
- Judge John Deed (série, 2002) : Carol Hayman
- Family (Mini Série, 2003) : Jacqueline Cutler
- Fallen (téléfilm, 2004) : Kate Gunning
- Monarch of the Glen (en) (série, 2004) : Isobel Anderson
- Call Me (court-métrage réalisé par son mari, 2004) : Holly
- Heartless (Télefilm, 2005) : Amanda McNaughton
- Rad Mercury (film, 2005) : Janet
- Ark (court-métrage, 2008)
- Zip 'n zoo (court-métrage, 2008) : Marion
- La Fureur dans le sang (Wire in the Blood) (série, 2006-2008) : Alex Fielding
- The Other Side Of My Sleep (court-métrage réalisé par son mari, 2010) : Maria
- Single Handed (série, 2010) : Gemma
- Downton abbey (série, 2012) : Wilkins
- New Tricks (série, 2012) : Sarah Powell
- Wayland's Song (film, 2013) : June
- Philomena (film, 2014) de Stephen Frears : Kate Sixsmith
- Flim : The Movie (film, 2014) : Alex Kingston
- As He Lay Falling (court-métrage, 2014) : Bronte
- Detour (film, date inconnue) : Astrid Petruce
- Burning Men (film, 2019) de Jeremy Wooding : Eduarda
- Shetland ( saison 7  2022 )  : Jill Stevens

## Distinctions
- National Television British Awards 2000 : Meilleure actrice dans un rôle dramatique pour Les Condamnées
- National Television British Awards 2001 : Nommée dans la catégorie meilleure actrice dans un rôle dramatique pour Les Condamnées
- TV Personality 2001: Personnalité écossaise de l'année
- Royal Television Society Awards 2000: Nommée dans la catégorie meilleur film dramatique pour Long Haul